# گذرنامه سنت وینسنت و گرنادین‌ها
گذرنامهٔ سنت وینسنت و گرنادین‌ها یک مدرک سفر بین‌المللی است که توسط کشور سنت وینسنت و گرنادین‌ها صادر می‌شود و بنا بر داده‌های سال ۲۰۲۳، دارندگان آن می‌توانستند به ۱۵۴ کشور دیگر بدون دریافت ویزا سفر کنند یا ویزا را در بدو ورود دریافت نمایند. این گذرنامه بر اساس رتبه‌بندی شاخص گذرنامهٔ هنلی در سال ۲۰۲۳ در رتبهٔ ۲۵ قرار داشت.